# Гиббс, Джени
Джени Лу Гиббс (англ. Janie Lou Gibbs; 25 декабря 1933 — 7 декабря 2010) — американская серийная убийца из Кордэйла (англ. Cordele), штат Джорджия. В 1966—1967 годах она отравила мышьяком мужа, троих сыновей и внука.

## Ранняя жизнь
Гиббс родилась в Джорджии на Рождество 1932 года. Она содержала детский сад из своего дома и была преданным членом местной церковной общины. Она была замужем за своим мужем Марвином 18 лет, прежде чем начала убивать. 

## Череда убийств
Муж Джени умер 21 января 1966 года. Ему стало плохо после того, как он съел обед, приготовленный женой. Мужчина упал в обморок, и его срочно увезли в больницу, где он скончался. Доктора объявили причиной смерти ранее не диагностируемую болезнь печени. Её шестнадцатилетний сын умер 23 января 1967 года. В этот же день скончался и младший сын, которому было тринадцать лет. Джени Лу Гиббс унаследовала 31 000 долл. от их смертей. Десять процентов от этой суммы она передала своей церкви.
Несмотря на необычные совпадения всех смертельных случаев за такой короткий период времени, Джени Лу Гиббс отвергала запросы страховых агентов на вскрытия тел. Хотя у страховых агентов и появились подозрения, большинство соседей Гиббс и её церковных друзей не могли и предположить, что 33-летняя женщина, которая заведовала дневным детским садом, могла быть серийным убийцей. Причины всех смертельных случаев в семье Гиббс изначально приписывались болезни печени. Но вскоре неожиданно скончались её старший сын — девятнадцатилетний Роджер, и её внук. Медики не могли понять, что случилось с новорожденным. Ведь он был здоров, силен и развивался нормально. Что касается Роджера, то его почки, казалось, перестали работать без всяких причин. Семейный врач обратился в полицию. (По другим данным невестка Гиббс потребовала вскрытия трупа своего мужа и ребёнка). В результате у умерших обнаружили смертельный уровень содержания мышьяка. Была проведена эксгумация тел остальных членов семьи, и, как выяснилось, все они также были отравлены мышьяком. В сочельник 1967 года Джени Лу Гиббс арестовали.

## Приговор
В феврале 1968 года Джени Лу Гиббс признали виновной в пяти убийствах. Она получила пять пожизненных сроков. В тюрьме она заболела болезнью Паркинсона. В апреле 1999 года её всё-таки выпустили на свободу, до этого 17 раз отвергнув её запросы на освобождение. После освобождения она находилась под опекой брата и невестки. Из-за её ухудшающегося состояния она обязана была проходить обязательную регистрацию один раз в год. В последние годы жизни Джени Лу Гиббс была прикована к инвалидному креслу и находилась в частном санатории в Джорджии. Она скончалась 7 февраля 2010 года в доме престарелых в Дугласвилле, штат Джорджия .